# Live from Austin, TX
Live from Austin, TX és un àlbum de vídeos de la banda estatunidenca R.E.M. publicat el 26 d'octubre de 2010. El concert fou enregistrat el 13 de març de 2008 pel programa de televisió musical Austin City Limits, només divuit dies abans de la publicació de l'àlbum d'estudi Accelerate.

## Llista de cançons
Totes les cançons foren escrites i compostes per Peter Buck, Mike Mills i Michael Stipe, excepte les indicades. 
| Núm.          | Títol                             | Composició                     | Durada |
| ------------- | --------------------------------- | ------------------------------ | ------ |
| 1.            | «Living Well Is the Best Revenge» |                                | 3:24   |
| 2.            | «Man-Sized Wreath»                |                                | 3:01   |
| 3.            | «Drive»                           | Bill Berry, Buck, Mills, Stipe | 5:04   |
| 4.            | «So. Central Rain»                | Berry, Buck, Mills, Stipe      | 3:39   |
| 5.            | «Accelerate»                      |                                | 3:47   |
| 6.            | «Fall on Me»                      | Berry, Buck, Mills, Stipe      | 3:07   |
| 7.            | «Hollow Man»                      |                                | 3:20   |
| 8.            | «Electrolite»                     | Berry, Buck, Mills, Stipe      | 4:55   |
| 9.            | «Houston»                         |                                | 3:07   |
| 10.           | «Supernatural Superserious»       |                                | 3:32   |
| 11.           | «Bad Day»                         | Berry, Buck, Mills, Stipe      | 4:40   |
| 12.           | «Losing My Religion»              | Berry, Buck, Mills, Stipe      | 4:46   |
| 13.           | «I'm Gonna DJ»                    |                                | 2:31   |
| 14.           | «Horse to Water»                  |                                | 3:38   |
| 15.           | «Imitation of Life»               |                                | 5:21   |
| 16.           | «Until the Day Is Done»           |                                | 5:40   |
| 17.           | «Man on the Moon»                 | Berry, Buck, Mills, Stipe      | 6:30   |
| Durada total: | Durada total:                     | Durada total:                  | 70:02  |

## Crèdits
R.E.M.
- Peter Buck – guitarra
- Mike Mills – baix, veus addicionals, teclats, piano
- Michael Stipe – cantant

Músics addicionals
- Scott McCaughey – guitarra, teclats, veus addicionals
- Bill Rieflin – bateria, percussió